# Nowy Staw
Nowy Staw (Neuteich fino al 1945, Nytych dal 1945 al 1947) è un comune urbano-rurale polacco del distretto di Malbork, nel voivodato della Pomerania. Ricopre una superficie di 114,38 km² e nel 2004 contava 7 795 abitanti. Dal 1920 al 1939 appartenne al territorio della Città libera di Danzica.